# Buddha bowl
Pour les articles homonymes, voir Bouddha et bowl.
Un buddha bowl (en français : « bol de bouddha ») est une recette de cuisine végétarienne (ou végétalienne), inspirée de la cuisine bouddhique asiatique, à base de salade composée de nombreuses variantes de mélanges crus et cuits de céréales, légumineuses et légumes, variante végétarienne des poke bowl de la cuisine hawaïenne.

## Histoire
Un buddha bowl est un repas végétarien, esthétique, original et harmonieux, servi dans un bol ou une assiette à rebord haut et préparé de façon équilibrée du point de vue alimentation saine et nutritionnelle.

Quelques exemples
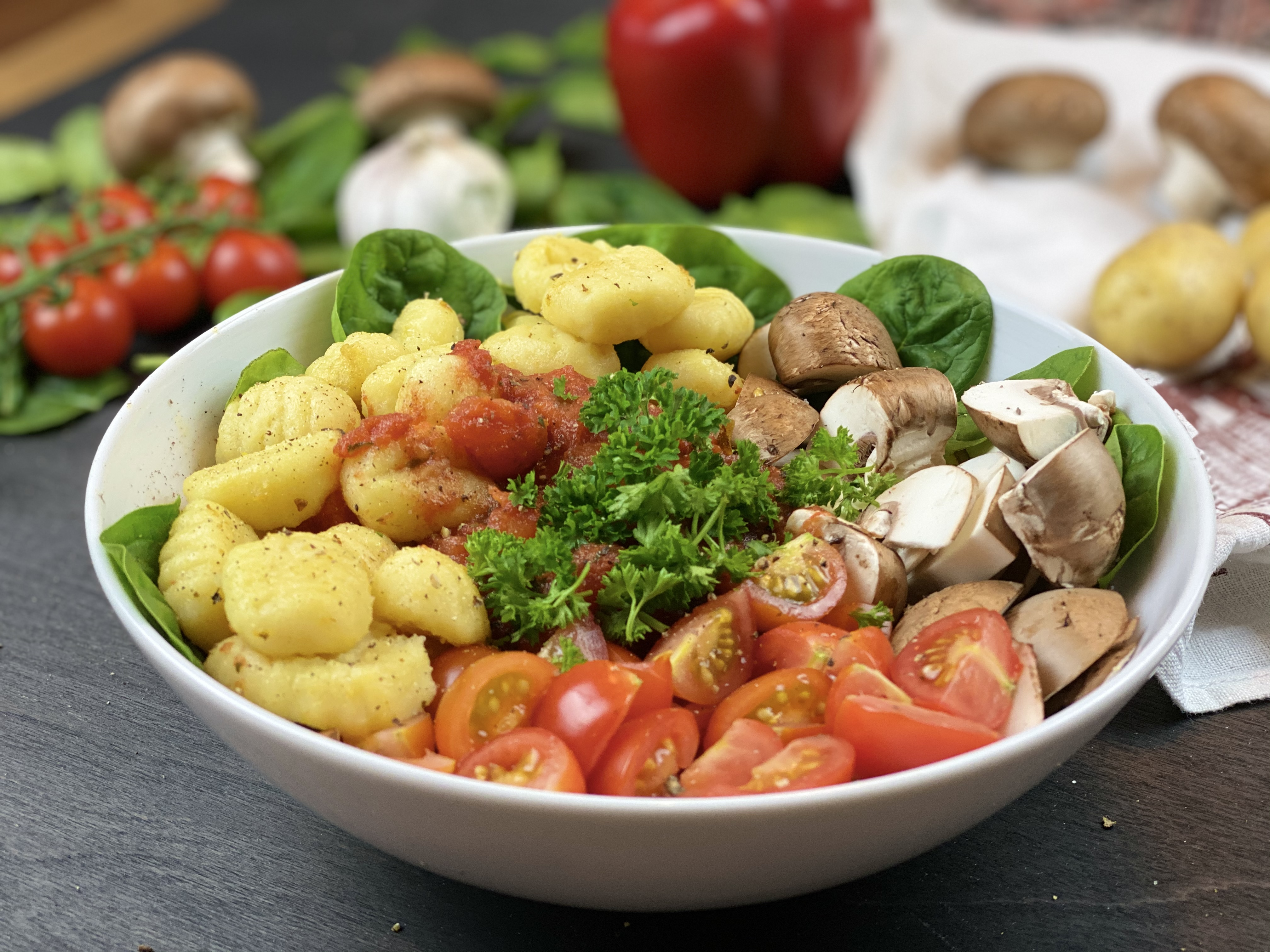
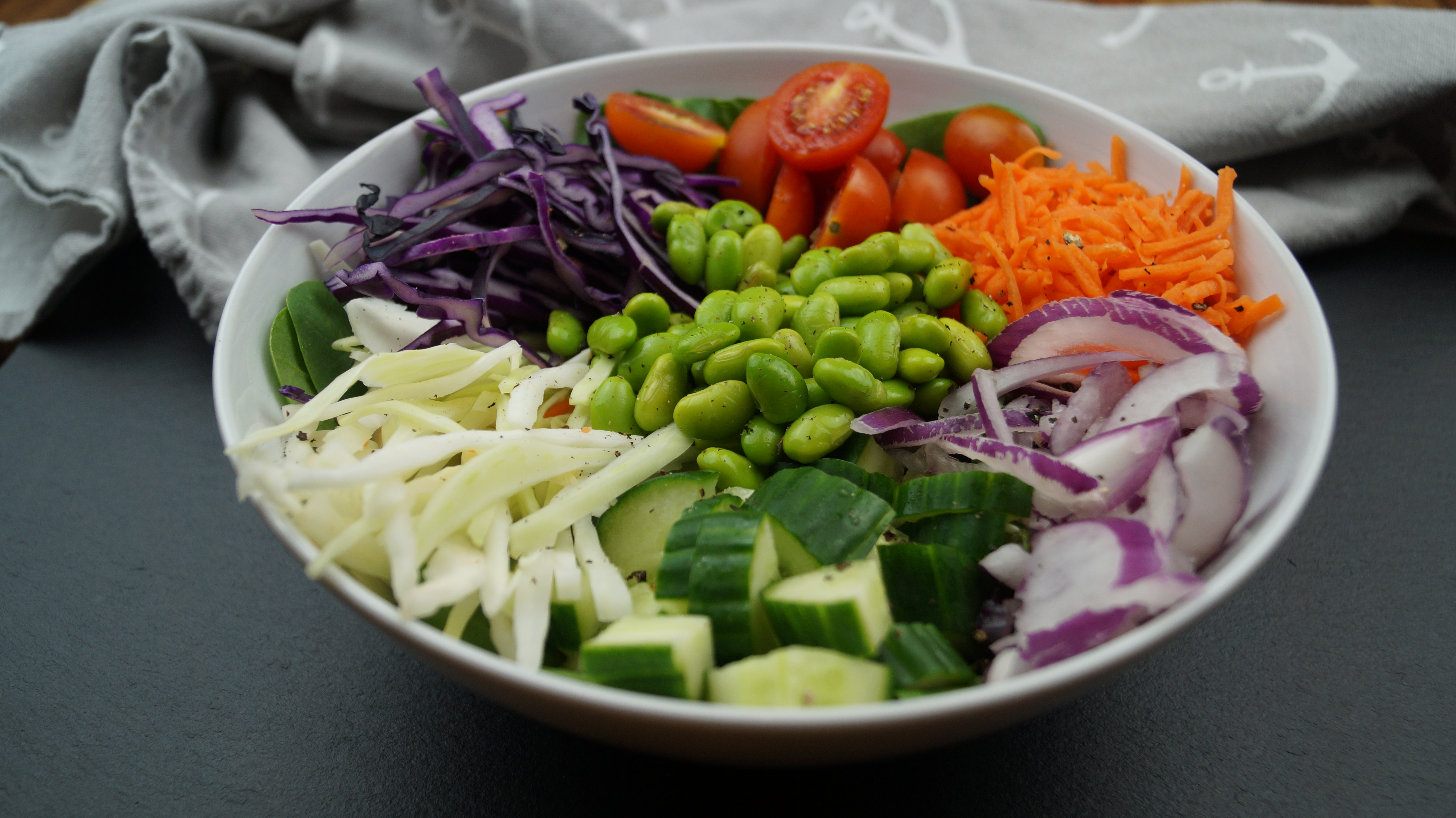

Il est généralement composé de petites portions de plusieurs aliments nutritifs (crus, cuits vapeur, bouillis, frits ou grillés) servis froids, avec des céréales complètes telles que quinoa, semoule, pâtes, riz brun, des protéines végétales telles que lentilles, fèves, pois, pois chiches, haricots, œuf ou tofu, et des légumes. Il est assaisonné d'épices et de sauces végétaliennes (vinaigre, huile, jus de citron, sauce soja, miel, vinaigre de riz, huile de noix),.
Les vitamines et les fibres proviennent principalement des légumes, les graisses saines de l'huile, des graines et oléagineux, les glucides des gruaux et les protéines des légumineuses,,. 